# Il robot e lo Sputnik
Il robot e lo Sputnik (The Invisible Boy) è un film del 1957 diretto da Herman Hoffman. Il film vede la seconda apparizione del robot Robby, reso celebre dal film Il pianeta proibito l'anno precedente e di cui Il robot e lo Sputnik rappresenta lo spin-off.

## Trama
Dopo essere stato posseduto da un'intelligenza superiore, il ragazzino di dieci anni Timmie Merinoe ripara un robot che suo padre e altri scienziati erano pronti a buttare perché giudicato irreparabile. Si tratta di Robby, riportato sulla Terra da Altair IV e giunto nel XX secolo con un viaggio nel tempo.
Nessuno sembra prestare inizialmente particolare attenzione a Robby, reso nuovamente operativo da Timmie, finché la madre di quest'ultimo non si arrabbia, perché il figlio viene fatto volare dal robot grazie a un enorme aquilone costruito da questi su sollecitazione del ragazzino.
Quando Timmie esprime il desiderio di poter giocare senza essere continuamente osservato dai propri genitori, Robby, con l'aiuto di un supercomputer, lo rende invisibile. Inizialmente Timmie utilizza la sua invisibilità per fare degli scherzi ai propri genitori e ad altri, ma ben presto le cose cambiano prendendo una brutta piega, quando diviene chiaro a tutti che il supercomputer è cattivo e intende conquistare il mondo attraverso un satellite militare.

## Produzione
Il film è stato girato alla Greystone Park & Mansion a Beverly Hills, in California.

## Distribuzione e accoglienza
Il film è stato distribuito negli Stati Uniti a partire dall'ottobre del 1957. In Giappone è stato distribuito dal 1º gennaio 1958, in Germania Ovest dal 14 febbraio 1958, in Svezia dal 24 novembre 1958, in Finlandia dal 3 luglio 1959 e in Francia dal 19 ottobre 1962.
Il film è conosciuto anche con il titolo inglese S.O.S. Spaceship; mentre in Brasile è stato distribuito con il titolo O Menino Invisível; in Spagna in DVD come El chico invisible; in Finlandia come SOS avaruuslaiva e SOS rymdskepp; in Francia come Le cerveau infernal; in Italia come Il robot e lo Sputnik; in Svezia come S.O.S. Rymdskepp e in Germania Ovest come SOS Raumschiff.
Il film ha incassato $390,000 negli Stati Uniti e in Canada e $450,000 nel resto del mondo, per un totale di $840,000. Con un budget iniziale di $384,000, ne è risultato così un profitto pari a $456,000.
In inglese il film è stato distribuito in home video nel 2006 come extra nell'edizione in DVD per il 50º anniversario de Il pianeta proibito e in Blu-ray nel 2010.

## Critica
(Film TV)
(MYmovies.it)

## Colonna sonora
La colonna sonora è stata composta dal celebre direttore d'orchestra di musica exotica Les Baxter. Della colonna è stato pubblicato solamente il brano The Invisible Boy sul retro del 45 giri promozionale stampato da Capitol Records con numero di catalogo F3842, I Never Had A Dream Like This Before.